# Missbrauch von rechtlichen Gestaltungsmöglichkeiten
Als Missbrauch von rechtlichen Gestaltungsmöglichkeiten bezeichnet man eine missbräuchliche Ausnutzung des Steuerrechts zum Zwecke der Steuerumgehung oder Steuerminderung. Nach § 42 Abgabenordnung ist in einem solchen Fall die Steuer so zu erheben, wie sie bei einer angemessenen rechtlichen Gestaltung zu erheben wäre. Eine Steuergestaltung ist dem Gesetzeswortlaut zufolge missbräuchlich, wenn folgende Voraussetzungen erfüllt sind:
- es wird eine unangemessene rechtliche Gestaltung gewählt
- die Gestaltung führt zu einem gesetzlich nicht vorgesehenen Steuervorteil
- der Steuerpflichtige kann keine beachtlichen außersteuerlichen Gründe nachweisen

## Anwendungsbereich
Gestaltungsmissbrauch gemäß § 42 AO kann grundsätzlich alle Steuerarten betreffen. Enthalten die Einzelsteuergesetze Regelungen, die Gestaltungsmissbrauch verhindern sollen und ist der Tatbestand dieser einzelsteuergesetzlichen Regelungen erfüllt, bestimmen sich die Rechtsfolgen jedoch nicht nach § 42 AO, sondern nach den Einzelsteuergesetzen.

## Tatbestandsmerkmale

### Unangemessene rechtliche Gestaltung
Die Unangemessenheit ist für jede Steuerart nach den jeweils zu Grunde liegenden Wertungen des Gesetzgebers gesondert zu prüfen.
Es steht dem Steuerbürger zu, seine steuerlichen Angelegenheiten dergestalt zu regeln, dass möglichst wenig Steuern zu zahlen sind. Deshalb ist zu beachten, dass der Wille, durch eine gewählte Gesetzesgestaltung Steuern zu sparen, noch kein Missbrauch von rechtlichen Gestaltungsmöglichkeiten i. S. v. § 42 AO darstellt.
Eine Gestaltung, welche ohne Berücksichtigung der Steuereffekte unwirtschaftlich, umständlich, kompliziert, schwerfällig, gekünstelt, überflüssig, ineffektiv oder widersinnig erscheint, wird von der Finanzverwaltung regelmäßig auf Gestaltungsmissbrauch geprüft. Indizien für die Unangemessenheit sind dabei z. B.:
- die Gestaltung wäre von einem verständigen Dritten in Anbetracht des wirtschaftlichen Sachverhalts und der wirtschaftlichen Zielsetzung ohne den Steuervorteil nicht gewählt worden;
- die Vor- oder Zwischenschaltung von Angehörigen oder anderen nahe stehenden Personen oder Gesellschaften war rein steuerlich motiviert;
- die Verlagerung oder Übertragung von Einkünften oder Wirtschaftsgütern auf andere Rechtsträger war rein steuerlich motiviert.

### Gesetzlich nicht vorgesehener Steuervorteil
Bei der Prüfung, ob die gewählte Gestaltung zu Steuervorteilen führt, sind die steuerlichen Auswirkungen der gewählten Gestaltung mit der hypothetischen steuerlichen Auswirkung einer angemessenen Gestaltung zu vergleichen. Dabei sind auch solche Steuervorteile zu berücksichtigen, die nicht beim handelnden Steuerpflichtigen selbst, sondern bei Angehörigen oder nahestehenden Personen eintreten.
Das Tatbestandsmerkmal ist nicht erfüllt, wenn der Steuervorteil gesetzlich vorgesehen ist. Trotzdem kann eine missbräuchliche Gestaltung auch an Normen, die ein bestimmtes Verhalten steuerlich fördern wollen, anknüpfen.

### Beachtliche außersteuerliche Gründe
Gestaltungmissbrauch liegt nur vor, wenn der Steuerpflichtige keine beachtlichen außersteuerlichen Gründe nachweist. Außersteuerliche Gründe ergeben sich z. B. aus dinglich bzw. wirtschaftlich wirksamen Verfügungen (Eigentumsübertragungen, Änderungen des haftungsrechtlichen Status) oder auch aus der Vermeidung außersteuerlicher Rechtsfolgen. Um die Beachtlichkeit außersteuerlicher Gründe zu beurteilen, ist regelmäßig eine Einzelfallprüfung erforderlich.

## Rechtsfolgen
Liegt Gestaltungsmissbrauch vor, entsteht der Steueranspruch so, wie er bei einer wirtschaftlich angemessenen rechtlichen Gestaltung entstanden wäre. Der Missbrauch steuerlicher Gestaltungsmöglichkeiten ist nicht strafbar. In Zusammenhang mit einem Gestaltungsmissbrauch kann aber – wie sonst auch – eine leichtfertige Steuerverkürzung oder Steuerhinterziehung vorliegen, wenn der Steuerpflichtige pflichtwidrig unrichtige oder unvollständige Angaben macht, um das Vorliegen einer Steuerumgehung zu verschleiern.

## Einzelfälle
In folgenden – hier nur verkürzt wiedergegebenen Fällen – haben Finanzgerichte Gestaltungsmissbrauch bejaht:
- Darlehensverträge, wenn die Mittel dem minderjährigen Darlehensgeber zuvor geschenkt worden sind.[8]
- funktionslose Briefkastengesellschaft ohne eigene wirtschaftliche Tätigkeit[9]
- ein Steuerpflichtiger verkauft seinen Pkw zum Buchwert an seine Tochter und mietet ihn am gleichen Tag zu einem Mietpreis, welcher erheblich über den einschlägigen Kilometerpauschalen liegt, zurück.[10]

Kein Gestaltungsmissbrauch liegt nach der finanzgerichtlichen Rechtsprechung grundsätzlich in folgenden Fällen vor:
- Die Gewährung eines zinslosen Gesellschafterdarlehens und dessen anschließende zinsbringende Verwendung durch die Gesellschaft, um durch die Verlagerung von Erträgen auf die Gesellschaft den Verbrauch eines vom Verfall bedrohten Verlustabzugs zu erreichen.[11]
- Die disquotale Gewinnausschüttung, um einem Gesellschafter den Verlustausgleich zu ermöglichen, auch wenn der Gesellschafter die Gelder anschließend wieder zurückzahlt.[12]
- Die Zahlung von Barunterhalt an Kinder bei gleichzeitiger Wohnungsvermietung an selbige und Verrechnung des Barunterhalts mit der Miete.[13]
- Die lebzeitige Änderung des ehelichen Güterstands für eine nicht steuerbare Übertragung von Vermögen auf den ausgleichsberechtigten Ehepartner (sog. Güterstandsschaukel).[14]

## Schikaneverbot
Der Missbrauch von rechtlichen Gestaltungsmöglichkeiten gemäß § 42 AO ist abzugrenzen vom zivilrechtlichen Schikaneverbot in § 226 BGB, wonach die Ausübung eines Rechts unzulässig ist, „wenn sie nur den Zweck haben kann, einem anderen Schaden zuzufügen“.